# 2. Königlich Bayerisches Jägerbataillon (ex 5. JgBtl)
Das 2. Jäger-Bataillon war ein Verband der Bayerischen Armee.

## Geschichte
Das 5. Jäger-Bataillon wurde am 1. Oktober 1878 in 2. Jäger-Bataillon umbenannt. Es hatte seine Garnison in Aschaffenburg. Das 2. Jäger-Bataillon wurde am 1. Oktober 1890 als II. Bataillon des 19. Infanterie-Regiments eingegliedert.

## Kommandeure
| Name                               | Dienstzeit                            |
| ---------------------------------- | ------------------------------------- |
| Oberst Karl Popp                   | 1. Oktober 1878 bis 3. November 1880  |
| Oberstleutnant Ludwig von Ziegler  | 3. November 1880 bis 29. August 1884  |
| Oberstleutnant Franz Welsch        | 29. August 1884 bis 21. November 1887 |
| Oberstleutnant Ludwig von Grauvogl | 21. November 1887 bis 1. Oktober 1890 |